# ارکیده ریشوی قشنگ
ارکیده ریشوی قشنگ (نام علمی: Calochilus pulchellus) نام یک گونه از سرده ارکیده‌های ریشو است.